# Болгария под властью Византии
Византийская Болгария — период в истории Болгарии, длившийся с 1018 по 1186 год, во время которого её территория находилась под властью Византийской империи.

## История
В 1018 году, после упорной и ожесточённой борьбы, византийский император Василий II Болгаробойца уничтожил Первое Болгарское царство и включил его земли в состав Византии. Болгарская церковь была подчинена Константинопольскому патриарху, а многие знатные болгарские роды были переселены в азиатскую часть империи.
После этого болгары неоднократно предпринимали восстания против византийского владычества — восстание Петра Деляна в 1040-1041, Георгия Вотеха в 1072 году, но все они были подавлены.
Болгарская государственность была восстановлена в 1186 году, благодаря новому, на сей раз успешному восстанию под предводительством братьев Петра и Асеня. Было провозглашено независимое Второе Болгарское царство, а братья стали его царями.